# St. Ruprecht (Klagenfurt am Wörthersee)
St. Ruprecht (slow. Blače) ist der 11. Bezirk der Landeshauptstadt Klagenfurt am Wörthersee (Österreich).

## Geographie
Der Stadtbezirk St. Ruprecht befindet sich südöstlich der Klagenfurter Innenstadt. Im Norden wird er begrenzt von der Südbahn und der St. Peter-Straße, im Westen von der Rosentaler Straße, im Osten von der Ebenthaler Straße und im Süden von der Glanfurt, die auch teilweise die Grenze zur Gemeinde Ebenthal bildet.

## Geschichte

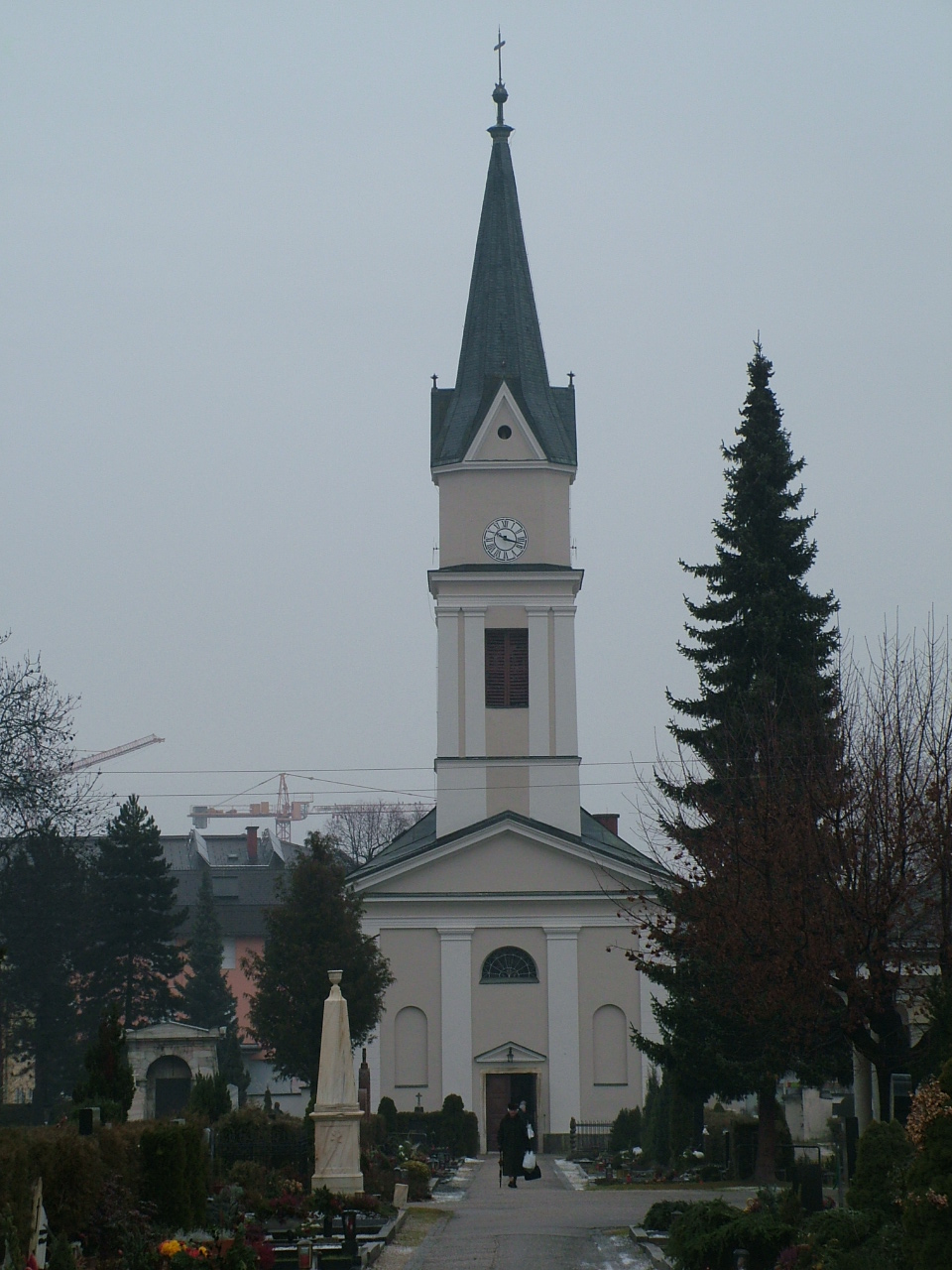
Pfarrkirche Klagenfurt-St. Ruprecht

Der Ort hieß ursprünglich Flatschach (1213 erste urkundliche Erwähnung als Vlaschach, 1340 Fletschach, 1488 Flatschach) und leitet sich vom slowenischen Wort blato (= Moos) bzw. blačah (= bei denen im Moos) ab. Der Name der Flatschacher Straße erinnert an den alten Ortsnamen. 1550 wurde der Ort nach dem Kirchenpatron, dem heiligen Rupert, benannt. Dieser war Bischof von Worms und erster Bischof von Salzburg, wo er auch Landespatron ist. Die Pfarre St. Ruprecht lässt sich bis ins Jahr 1283 zurückverfolgen und ist somit älter als die Klagenfurter Stadthauptpfarre St. Egid.
Nach der Aufhebung der Herrschaftsgerichtsbarkeit wurde 1850 St. Ruprecht als eigenständige politische Gemeinde eingerichtet, 1865 wurde die Katastralgemeinde Neudorf von Viktring abgetrennt und an St. Ruprecht angeschlossen. Durch den Anschluss Klagenfurts an das Eisenbahnnetz 1863 – der Klagenfurter Hauptbahnhof lag im Gemeindegebiet von St. Ruprecht – erlebte der Ort einen starken Bevölkerungszuwachs und entwickelte sich zu einer Eisenbahner- und Industriesiedlung. Zwischen 1869 und 1934 stieg die Einwohnerzahl von 758 auf 5518 Personen.
Am 16. Juli 1892 wurde das Gebiet nördlich der Südbahn und der St. Peter-Straße an die Stadt Klagenfurt angeschlossen. 1906 wurde das Gemeindeamt in der Hauptstraße 1 (jetzt St. Ruprechter Straße 64) eröffnet. 1930 wurde St. Ruprecht anlässlich des 10-Jahr-Jubiläums der Kärntner Volksabstimmung (zusammen mit Spittal, Hermagor, Feldkirchen und Ferlach) zur Stadt erhoben, ohne zuvor Marktgemeinde gewesen zu sein.
Acht Jahre später, am 15. Oktober 1938 wurde St. Ruprecht gemeinsam mit Annabichl, St. Martin und St. Peter in die Stadt Klagenfurt eingemeindet. Die Hauptstraße wurde in St. Ruprechter Straße umbenannt.

### Bürgermeister
- Sebastian Viktor Anderwald, 1850–1860
- Josef Kassin, 1861–1870
- Josef Weinländer, 1870–1878
- Johann Komposch, 1878–1891
- Josef Kraßnig, 1891
- Friedrich Barbolani, 1892–1896
- Johann Kainig, 1896–1898
- Cölestin Wenger, 1898–1920
- Franz Carl Georgi, 1920–1921
- Friedrich Leixner, 1921
- Gottfried Pollach, 1921–1926
- Friedrich Schatzmayer (soz.), 1926–1934
- Otto Merk, 1934–1936
- Anton Zaloznik, 1936–1938
- Hans Isak, 1938

### Wappen
Am 5. Mai 1933 erhielt die damalige Stadtgemeinde St. Ruprecht ein Wappen verliehen. Um das Wappenmotiv gab es eine parteipolitische Kontroverse. Klerikale Kreise plädierten für ein geistliches Symbol, etwa den Pfarrpatron Ruprecht. Mit dem Löwen als Symbol für die Kraft, die von Industrie, Gewerbe und Arbeiterschaft ausgeht, und dem Hammer in seinen Pranken als Sinnbild für die Eisenbahn setzte sich aber am Ende die „sozialdemokratische“ Variante durch. Der in den Landesfarben Gelb-Rot-Weiß (bzw. den heraldischen Entsprechungen Gold, Rot und Silber) gehaltene Schildgrund war das für diese Zeit typische patriotische Grundmotiv der Kärntner Kommunalheraldik (siehe z. B. auch das Wappen von Maria Saal).
Die amtliche Blasonierung des Wappens lautete: „In einem von Gold, Rot und Silber geteilten Schilde erscheint abgeledigt ein aufgerichteter schwarzer, rotbezungter Löwe, der mit den Vorderpranken und der rechten Hinterpranke einen eisernen Hammer mit hölzernem Stiele pfahlweis vor sich hält.“

## Verwaltungsgliederung
Der Stadtbezirk St. Ruprecht bildet zugleich die Katastralgemeinde St. Ruprecht bei Klagenfurt.
Von 1865 bis 1973 gehörten auch die Ortschaften der Katastralgemeinde Neudorf (Bach, Berg, Greuth, Lak, Neudorf, Schmelzhütte und Straschitz) zu St. Ruprecht, heute gehört dieses Gebiet wieder zu Viktring.

## Pfarre, Kirche und Friedhöfe

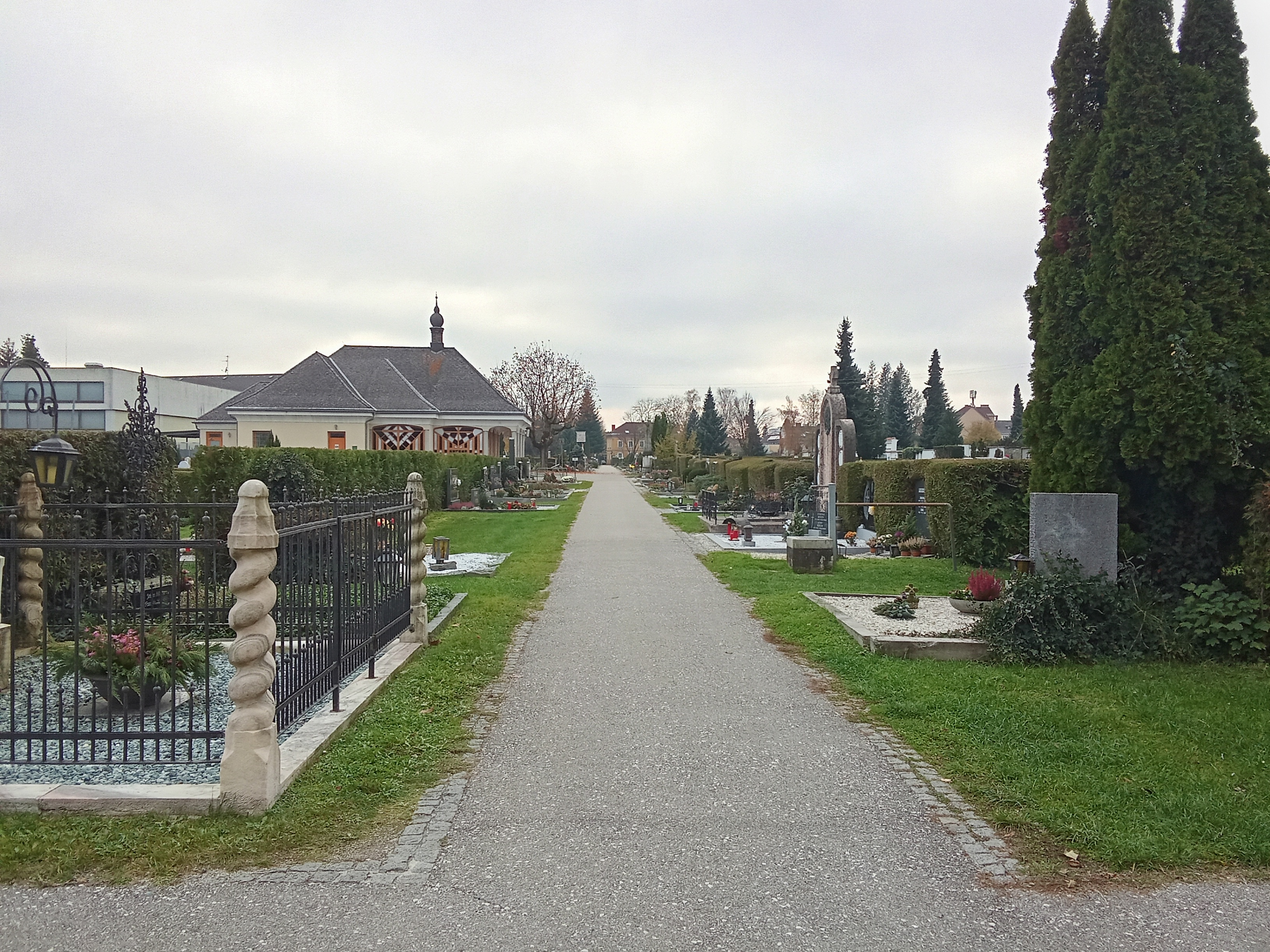
Friedhof St. Ruprecht

Der Bezirk gehört zur Gänze zur Pfarre St. Ruprecht (1283 erstmals urkundlich erwähnt), die mittelalterliche Pfarrkirche wurde 1847 abgerissen und durch einen spätklassizistischen Neubau ersetzt, die heutige Pfarrkirche Klagenfurt-St. Ruprecht.
An die Pfarrkirche schließt der Friedhof St. Ruprecht an, der älteste noch bestehende Friedhof Klagenfurts. Nach der Sperre des Friedhofs um die Kirche St. Egid wurden die Klagenfurter seit 1788 in St. Ruprecht beerdigt, 1869 musste dieser erweitert werden bis im Jahr 1901 in Annabichl nördlich von Klagenfurt ein neuer Zentralfriedhof angelegt wurde. Drei Gurker Bischöfe wurden hier beigesetzt.
Durch eine Mauer getrennt, befindet sich neben dem Friedhof St. Ruprecht seit 1895 der Israelitische Friedhof.
Aus der Friedhof-Geschichte:

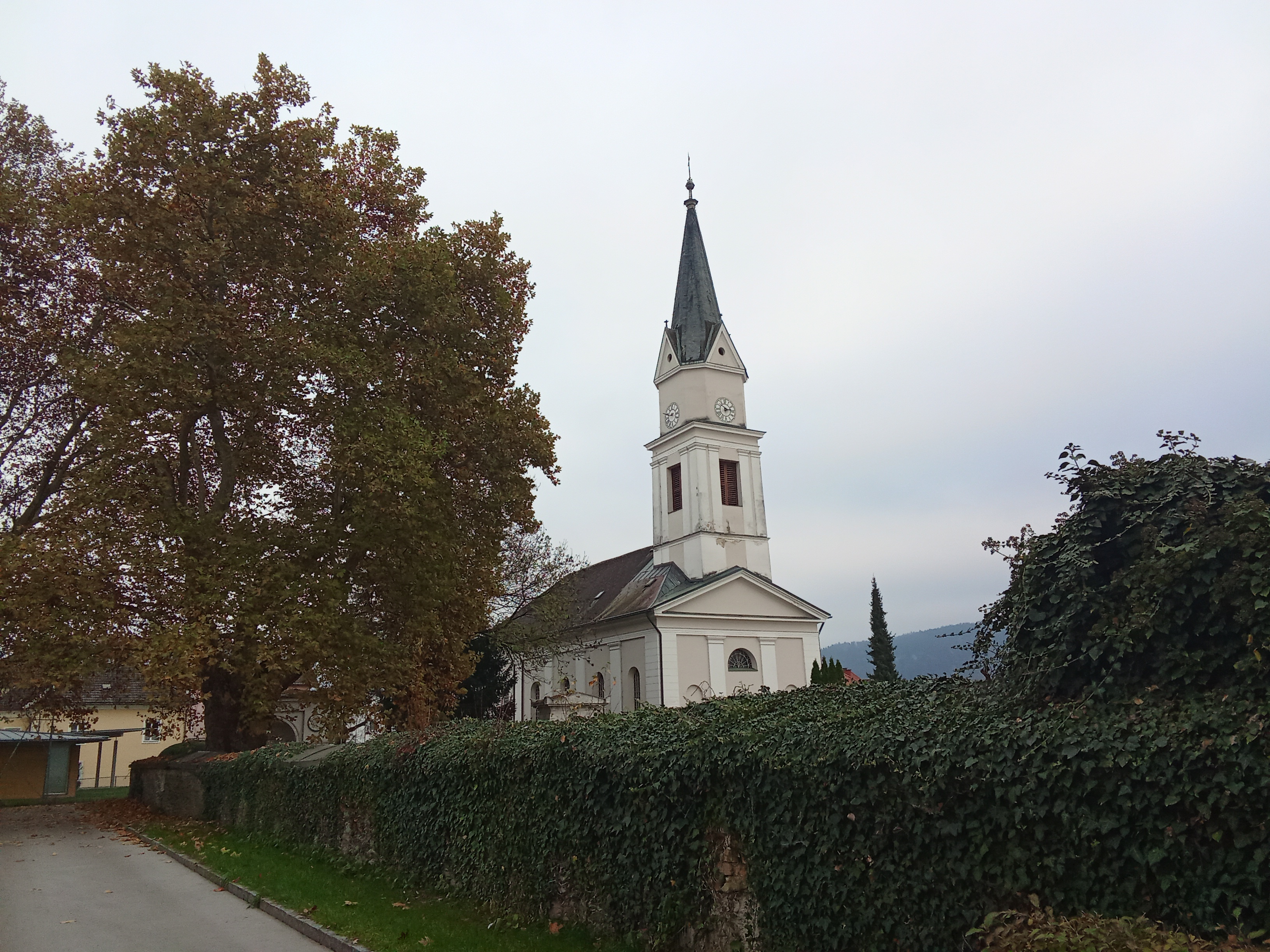
Pfarrkirche St. Ruprecht

Als der Kaiser in den 1780er Jahren die Friedhöfe aus den dicht verbauten Gebieten verbannte, gaben die St. Ruprechter den Klagenfurtern die Möglichkeit, ihre Toten in St. Ruprecht zu begraben. Das städtische Gräberfeld schloss direkt an den kleinen Gottesacker der Pfarre an und hatte eine Größe, von der man glaubte, dass er 100 Jahre lang aufnahmefähig sein würde. Das war jedoch nicht der Fall. Trotz Erweiterung im Jahre 1868 wurde eine Lösung des Problems immer dringlicher. Abhilfe schuf schließlich das Jahr 1901, als der neue Zentralfriedhof in Annabichl für Bestattungen zur Verfügung stand. Die Totenstadt in St. Ruprecht wurde zwar nicht aufgelassen, aber sie war entlastet.
Auf dem Gottesacker der St. Ruprechter fanden nicht nur die Pfarrangehörigen und Einheimischen ihre letzte Ruhestätte, sondern auch mehrere Gurker Bischöfe bürgerlicher Herkunft verzichteten auf eine Gruft und ließen ihre sterbliche Hülle in St. Ruprecht der Erde übergeben. Den Anfang machte 1827 Jakob Peregrin Paulitsch. Über das Begräbnis heißt es in der Geschichte der Bischöfe von Gurk von Jakob Obersteiner:
„Der tote Bischof war vom 6. bis zum 9. Januar in der bischöflichen Residenzkapelle aufgebahrt und wurde am selben Tage um drei Uhr Nachmittag zu Grabe getragen. Dompropst Jakob Ortner führte den Trauerkondukt. Der Leichnam, angetan mit dem bischöflichen Ornat und im offenen Sarge liegend, wurde von Landpfarrern getragen. Die erste Einsegnung erfolgte in der Elisabethinenkirche, an der der Verstorbene bis zum Tode der Erzherzogin Marianne als Hofpfarrer gewirkt hatte. Nachdem der Zug, der von einer großen Volksmenge begleitet wurde, die Domkirche erreicht hatte, fand daselbst die zweite Einsegnung statt. Der Leichnam, jetzt in einem doppelten Sarg eingeschlossen, sollte wegen der schlechten Wege auf einem vierspännigen Wagen weiterbefördert werden. Doch die Alumnen des Priesterseminars ließen es sich nicht nehmen, ihn auf ihren Schultern zum Friedhof von St. Ruprecht zu tragen. Dort wurde der Bischof, wie er es ausdrücklich gewünscht hatte, inmitten seiner geistlichen Herde zur ewigen Ruhe bestattet.“ Und er wurde in der Tat jenen gleich, deren Grab nach einer gewissen Zeit aufgelassen wird.
Im städtischen Friedhof haben viele bekannte Familien und Persönlichkeiten ihre Grabstätten, so der Bildhauer Josef Kassin (1856–1931) und der Landschaftsmaler Markus Pernhart (1824–1871). 1948 wurde die Aufbahrungshalle in St. Ruprecht neu errichtet.

## Sehenswürdigkeiten
- Weinländer Papiermühle (stillgelegt, historisches Bauwerk, Privatbesitz)
- Geburtshaus des Bildhauers Josef Valentin Kassin in der Sankt Ruprechter Straße Nr. 69

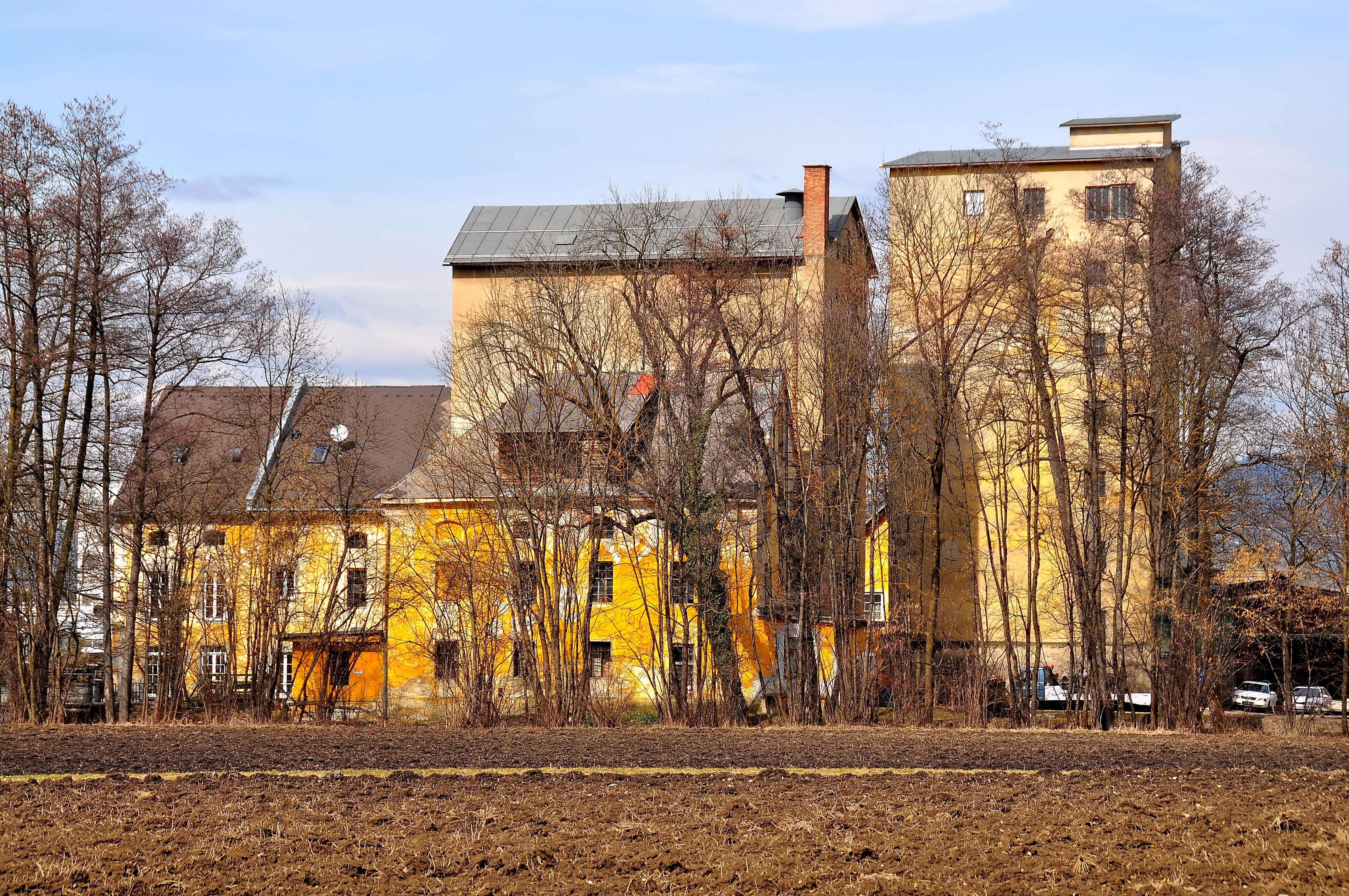
Südansicht der Weinländer Papiermühle
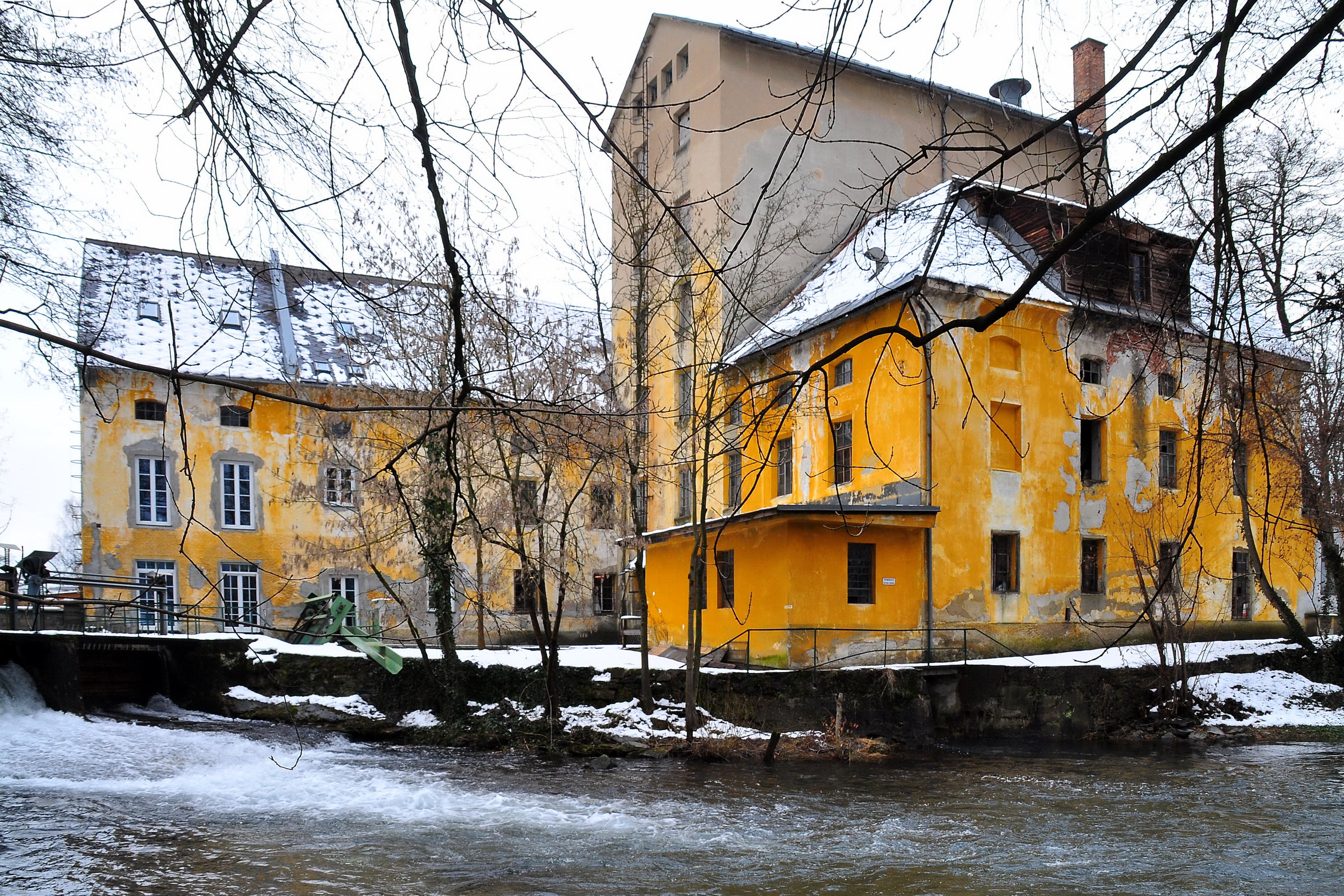
Papiermühle Weinländer an der Glanfurt
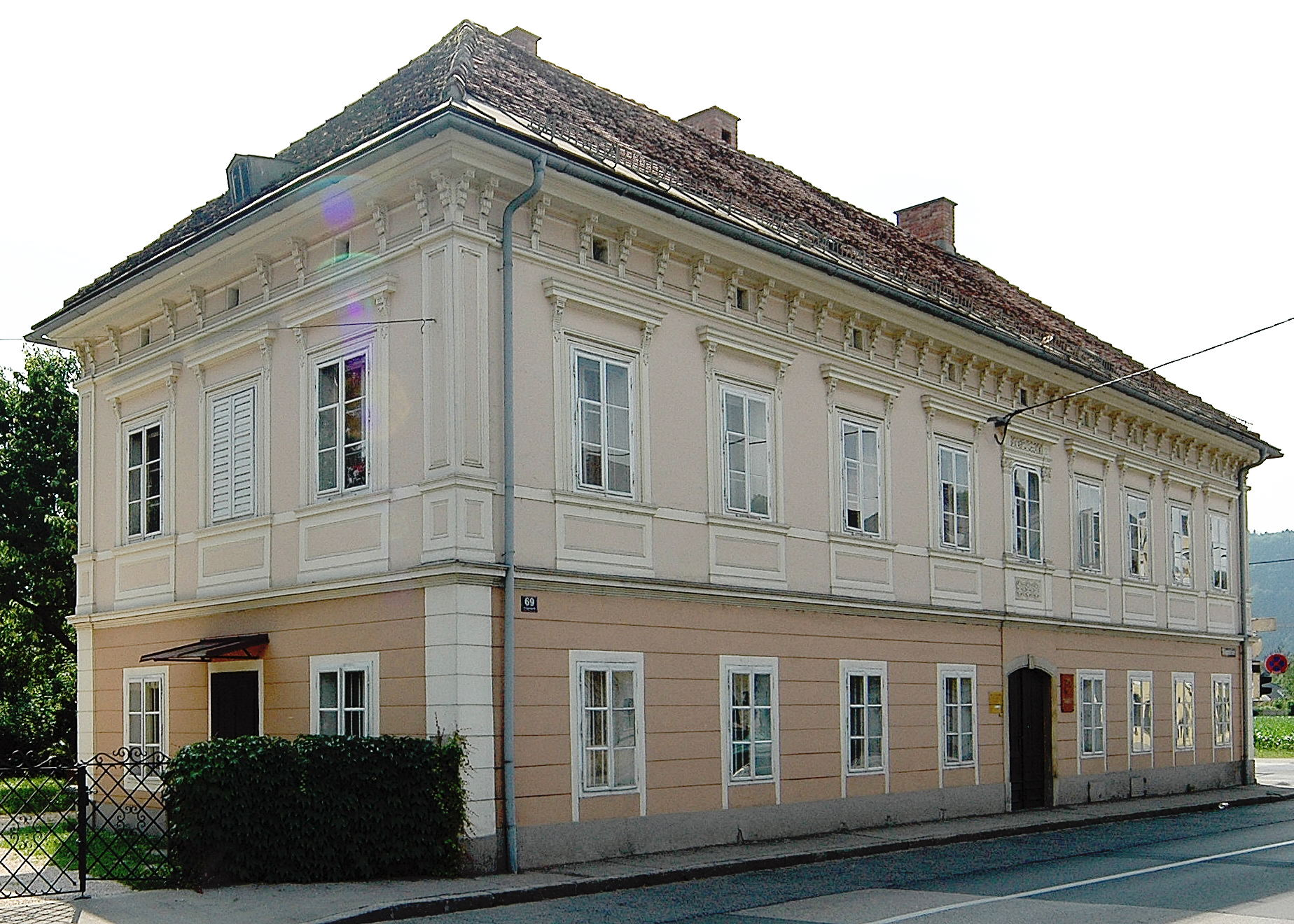
Geburtshaus von Josef Valentin Kassin

## Öffentliche Gebäude
- Bahnhof Stein-Viktring
- Fachhochschule Kärnten

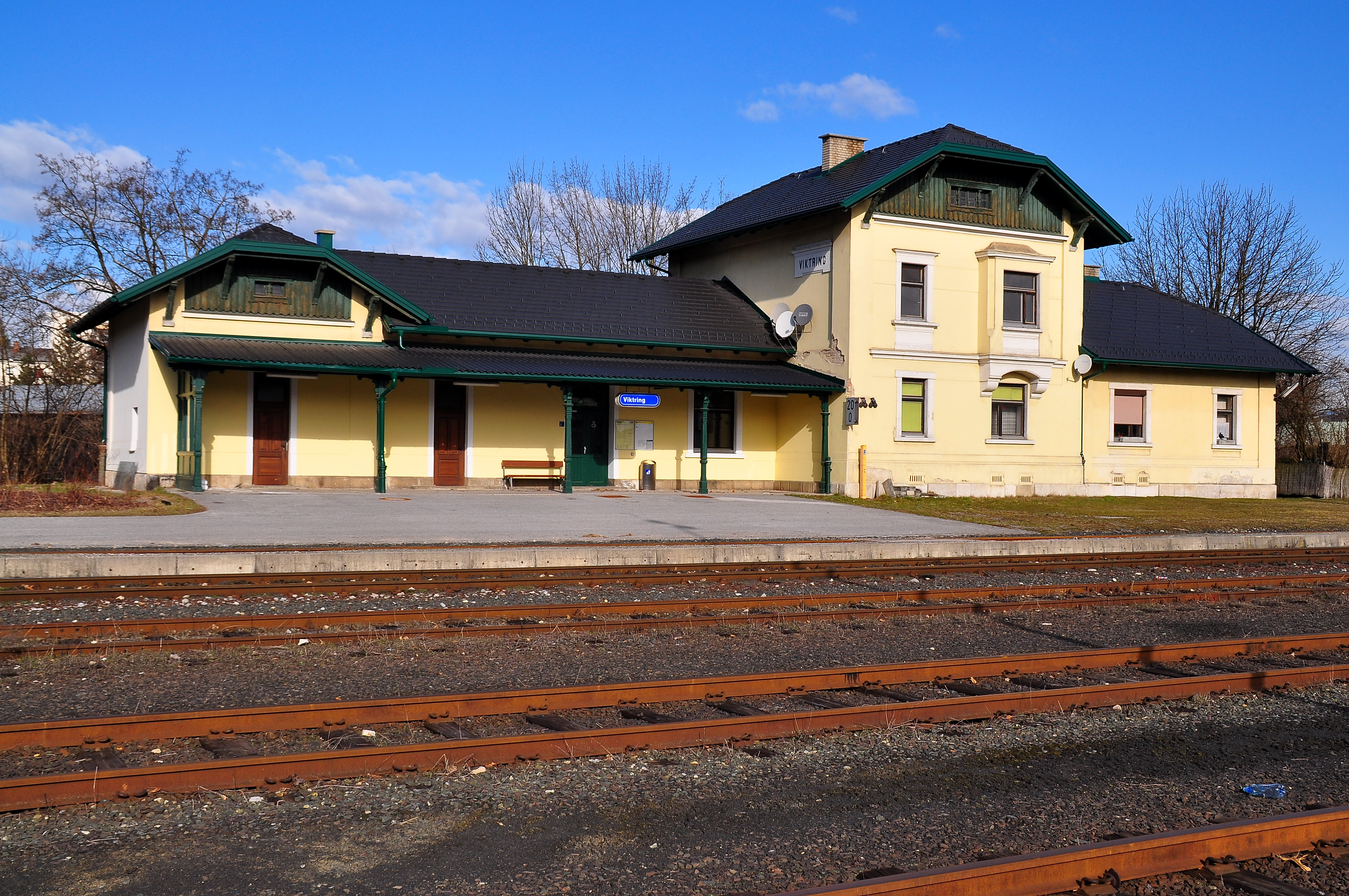
Bahnstation Viktring

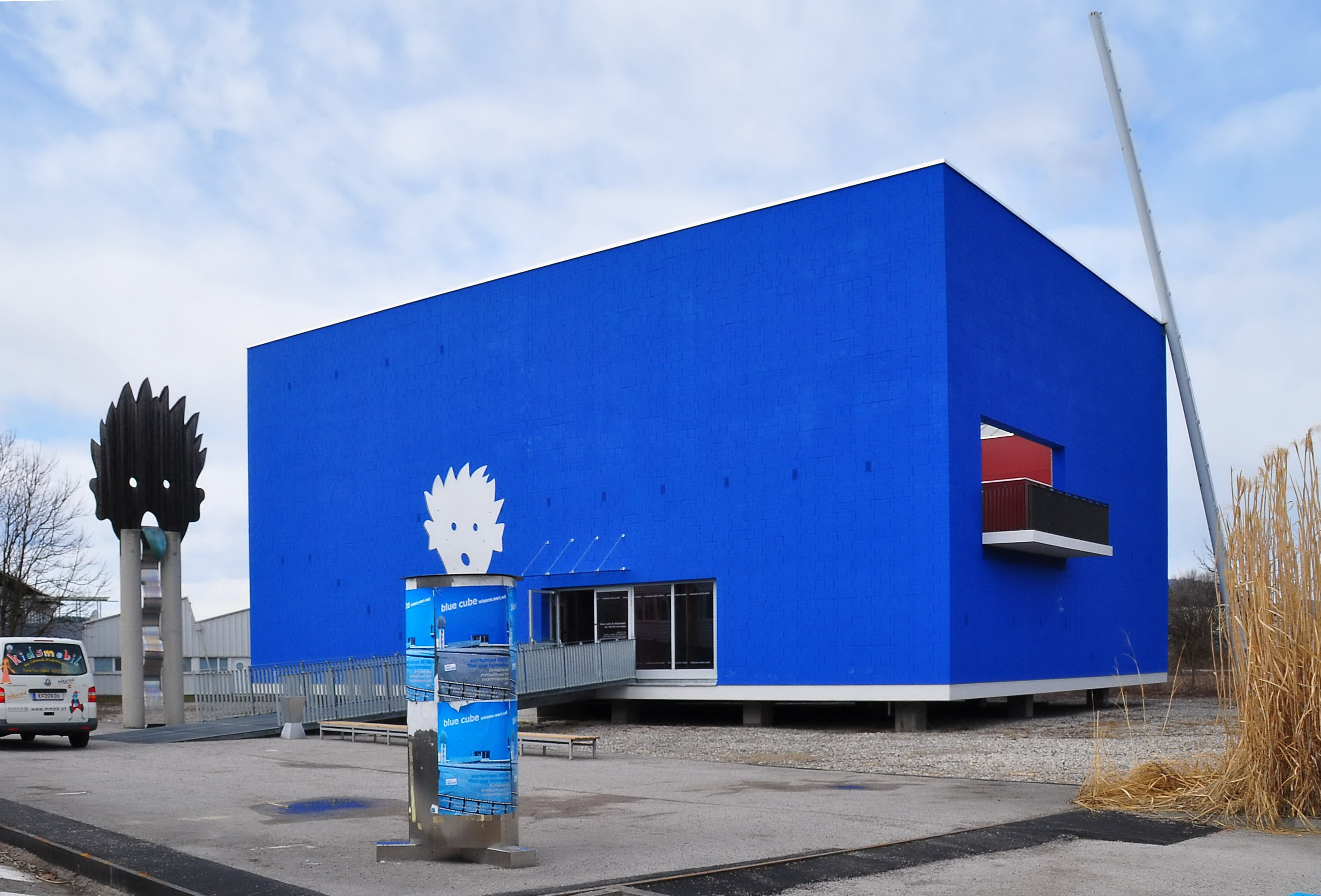
Kinder- und Jugendzentrum „blue cube“

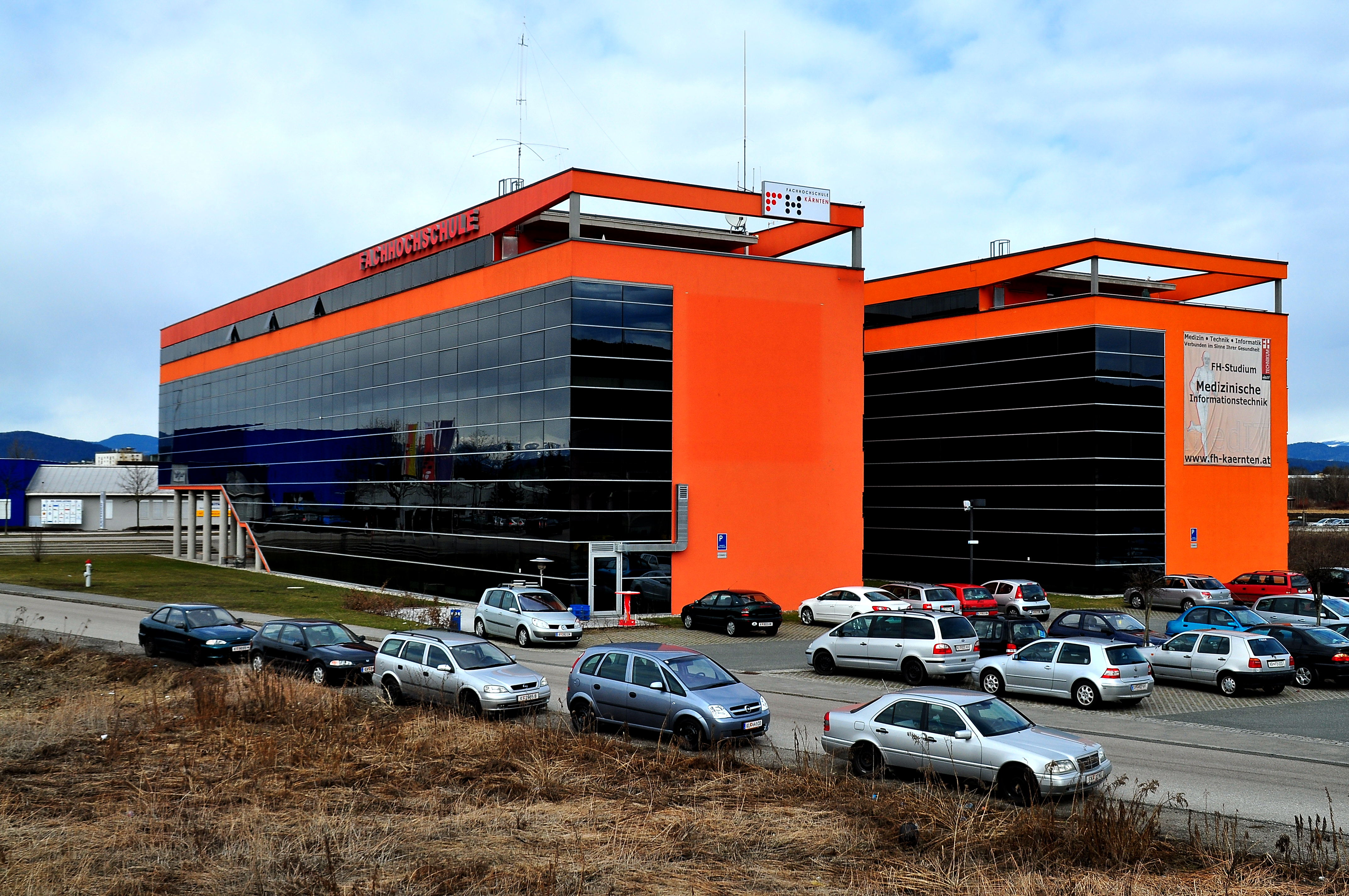
Fachhochschule Technikum Kärnten

- Volksschule 11 und Hauptschule 12 St. Ruprecht
- BG und BRG Mössingerstraße (AHS)
- HTL Mössingerstraße
- Kläranlage
- Kinder- und Jugendzentrum „blue cube“ (früher „Blauer Würfel“)
- Tierkörperentsorgungsanlage
- Umspannwerk
- Freiwillige Feuerwehr St. Ruprecht Klagenfurt mit Stadtteilmuseum

## Wirtschaft und Infrastruktur

### Ansässige Unternehmen
St. Ruprecht verfügt über zahlreiche Nahversorger. Südlich des früheren Ortszentrums von St. Ruprecht befindet sich der Südring, an dem sich viele Betriebe befinden (Industriegebiet Klagenfurts).
- Bäckerei Legat
- Bioenergiezentrum
- Carinthian Druck
- Getränkefirma Pago
- Kärntner Druckerei
- Schmidt’s Erben GmbH (vormals Einicher)
- Südpark Einkaufszentrum (ehemals Phil. Knoch, Leder- und Riemenfabrik)
- Unterkärntner Molkerei
- Wäscherei Umlauft
- Bauhaus Baumarkt
- Baumax Baumarkt
- Diskothek Bollwerk Klagenfurt
- Gut Fichtenhof Schweizer, Landwirtschaft, Lagerhallen – Energiegras

In St. Ruprecht befindet sich auch das „Volkskino“, das älteste Kino der Stadt (1926 eröffnet).

#### Senffabrik Wenger
Bürgermeister Zölestin Wenger trug auch als Privatmann zum Aufschwung seines Ortes und seiner Gemeinde bei. Er gründete in den 1890er Jahren eine Fabrik zur Erzeugung von Feigenkaffee, Essig, Essigessenzen und Senf. Der größte Abnehmer war die kaiserliche Armee, die Produkte verließen waggonweise die Fabrik. Damit verbunden waren viele Arbeitsplätze, es förderte auch den Zuzug von Personen und kurbelte die Bautätigkeit an.

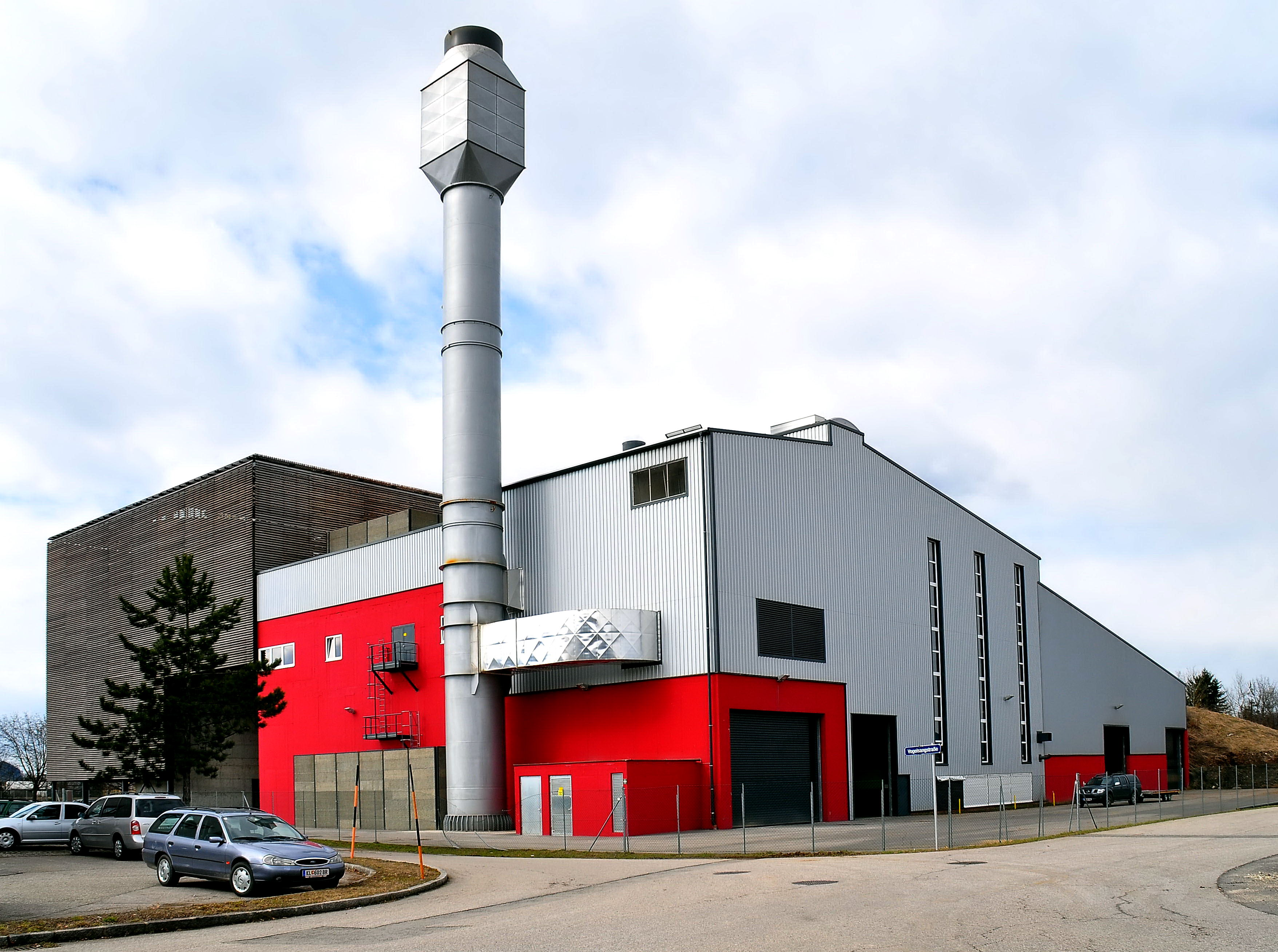
Bioenergiezentrum in der Vogelsangstraße 5
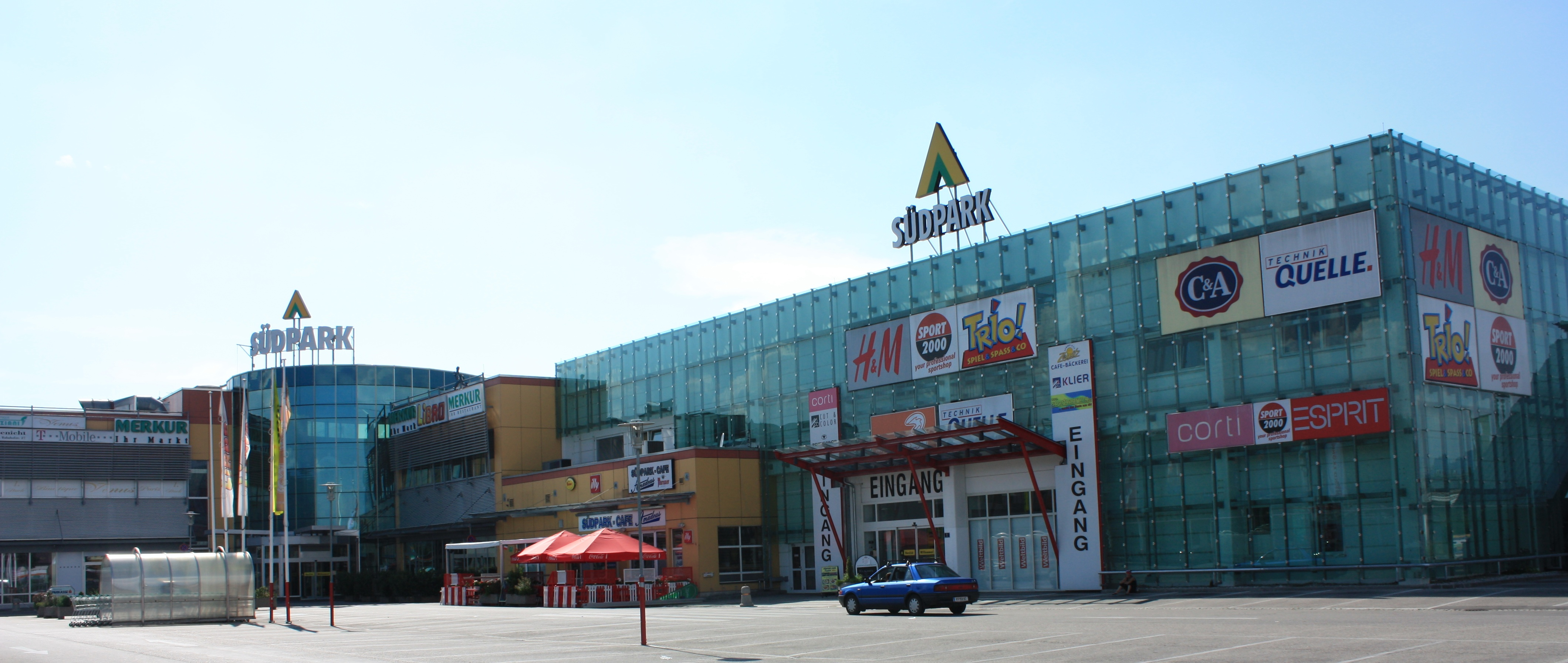
Shopping-Center „Südpark“

#### Leder- und Riemenfabrik
Der zweite große Betrieb war die Lederfabrik der Familie Knoch, eine Gründung des Jahres 1893. Sie gab bis zu 200 Personen Arbeit und Brot. Nach ihrer Stilllegung 1983 diente die Industrieruine Obdachlosen als Unterschlupf.

#### Tabakfabrik
Viele Frauen fanden in der Tabakfabrik in Klagenfurt einen Arbeitsplatz, allerdings unter schlechtesten Bedingungen.

#### Papiermühle Weinländer
Die Papiermühle war überhaupt ein beliebtes Ausflugsziel der Klagenfurter. Ein Zeitgenosse beklagte sich allerdings darüber, „dass sich auf dem ganzen Wege von der Stadt bis zur Glanfurt, der mindestens eine halbe Stunde beträgt, auch nicht ein Baum sich findet, der Schatten gewährt, und somit alle Gäste, denen weder eigene Equipagen noch hinreichende Geldmittel zur Verfügung stehen, der lästigen Nothwendigkeit preisgestellt sind., erhitzt und schweißtriefend bei jenen Badeörtern ankommen zu müssen, die der Natur der Sache nach doch nur in den heißen Sommermonaten besucht werden können“. Die Allee wurde gepflanzt.

#### Weitere angesiedelte Unternehmen
- Austrodach
- Telekom Austria
- McDonald’s
- Hagebaumarkt ÖBAU Egger
- Schrack Technik

### Arnold-Riese-Hof
Im Arnold-Riese-Hof befand sich das Volksbad St. Ruprecht. Es wurde durch Kriegseinwirkung unbrauchbar und nach Instandsetzung nach Kriegsende wieder eröffnet.
Das Strandbad Sattnitz wurde 1946 neu errichtet, 1948 ausgebaut, um den Klagenfurtern eine entsprechende Bademöglichkeit zu bieten, da das Klagenfurter Strandbad größtenteils von der Besatzungsmacht beansprucht wurde.

### Schulen
Auf dem Schulsektor konnte 1904 ein erster Erfolg verbucht werden: In einem gemieteten Privathaus in der Feldhofgasse begann der Unterricht für zwei Expositurklassen der Benediktinerschule, in einer saßen die Buben, in der anderen die Mädchen. In ein eigenes und geräumiges Schulgebäude zog die St. Ruprechter Schuljugend 1954 ein. Ab 1975 gab es auch das Hauptschulgebäude. Dem Schulzentrum war eine Ballspielhalle angeschlossen.

### Trinkwasserversorgung
Aus St. Ruprecht kam auch das Trinkwasser für die Klagenfurter. Schon die Stadt der Landstände bezog es aus dem Stattnitzgebiet. Von der hölzernen Quellfassung führten mehrere hölzerne Rohrleitungen in den diesseits der Glanfurt gelegenen Wasserturm, von wo ein Bleirohr das köstliche Nass in die heutige St. Ruprechter Straße und von dort in die Stadtmitte transportierte, um dort mehrere öffentliche Auslaufbrunnen zu speisen. 1869 übernahm die Stadtgemeinde vom Land (Nachfolgerin der Stände) die Wasserleitung und baute sie aus. Durch eine Neufassung der Quelle konnte deren Ergiebigkeit gesteigert werden. Das Jahr 1874 brachte einen neuen Ausgleichsbehälter und 1890 löste ein gusseiserner Rohrstrang den alten in die Stadt ab. Damals wurde auch mit der Herstellung von Hausanschlüssen begonnen. Später kam es zur Erschließung weiterer Sattnitzquellen und Elektropumpen beförderten das Wasser in den Behälterraum. Das war der Beginn der Schwerkraft-Wasserversorgung. Infolge des ständig steigenden Wasserbedarfs wurde 1931 in Straschitz eine Grundwasser-Versorgungsanlage gebaut. Zunächst bestand sie aus einem Kesselbrunnen, dann kamen noch drei weitere dazu, die durch einen Rohrstrang mit den Hochbehältern auf den Sattnitzhängen in Verbindung standen. In den Jahren 1937/38 wurde vom Brunnenfeld in Straschitz ein zweiter Rohrstrang durch die Rosentaler Straße in die Innenstadt verlegt.

### Volkskino
Das 1926 erbaute Volkskino erwies sich als ertragreiches Unternehmen. „Der Baugrund wurde so gewählt, dass von vornherein auch mit Besuchern aus Klagenfurt gerechnet werden konnte. Um die Baukosten aufzubringen, wurde bei der Zentralsparkasse in Wien ein Darlehen von 130.000,- Schilling zu ursprünglich 8,5 Prozent Zinsen aufgenommen. Dieser Zinsfuss stieg in den darauffolgenden Jahren allerdings bis 13,5 Prozent. Die Pläne zum Bau des Kinos lieferte der Villacher Professor Truxas, die Bauausführung wurde  der Fa. Ing. Hitz/Raubal übertragen. Am 15. Oktober 1926 war es dann so weit: die erste Vorstellung, der russische Großfilm ‚Panzerkreuzer Potemkin’, rollte über die Bühne. Die Grundstücks- und Baukosten beliefen sich auf 162.000 Schilling.“
Als Personal wurden nur Kriegerwitwen und Kriegsversehrte eingesetzt. Zum Geschäftsführer wurde der seinerzeitige Bürgermeister und Bahnbeamte Gottfried Pollach bestellt. Es kam zwar die große Zeit des Radios und man hegte Befürchtungen, der Kinobetrieb könnte darunter leiden, was sich als unbegründet herausstellte. Die Gemeinde konnte nicht nur das Darlehen zurückzahlen, sondern es fielen monatlich auch noch zwischen 3000,- und 4000,- Schilling für das Fürsorgebudget ab. 1929 wurde im Zuschauerraum ein Balkon eingebaut, wodurch zu den vorhandenen 400 Sitzplätzen weitere 120 dazu kamen. 1930 erfolgte die Umstellung auf den Tonfilm und man ging auf das pausenlose Spielsystem über. Zu diesem Zwecke musste der Warteraum ausgebaut werden. Während des NS-Regimes war den Gemeinden die Führung von Lichtspieltheatern untersagt, man musste an eine Privatperson verpachten. Die Nationalsozialisten, die alles umtauften, machten aus dem Volkskino das Kino Süd. Im Jahre 1949 wurden im Volkskino 370.512 Besucher gezählt. In den 45 Jahren bis 1971 waren insgesamt 14 Millionen Menschen in St. Ruprecht ins Kino gegangen.

### Sport- und Freizeiteinrichtungen
Eine Sporteinrichtung war die Sattnitzschanze für die Schispringer. Zum Baden gingen die St. Ruprechter und mit ihnen die Klagenfurter und das Militär in die Sattnitz, gemeint war damit aber nicht die Glanfurt, sondern die Gegend, in der sich der Badeplatz befand. Ein früher Name für den Seeabfluss war Lancquart, aber schon Holzwurm in seiner Kärnten-Karte und Megiser in den Annales Carinthiae verwendeten die Bezeichnung Glanfurt. Das Bad befand sich auf dem Gelände der Papiermühle, 1873 bestanden die Einrichtungen aus 16 Badehütten, 65 Kabinen und einem gemauerten Schwimmbecken 52 × 8 m. Für kurze Zeit stieg die Anstalt zum Kurbad auf. Damit der Kurgast hier Aufenthalt nehmen konnte, waren Gästezimmer eingerichtet worden.

### Müllneritschhube samt Mauthaus
Bis zur Grundentlastung war der Müllneritsch Untertan des Bürgerspital-Dominiums. Der letzte Besitzer, der sich noch einen Obereigentümer gefallen lassen musste, war Josef Kuchkling. Im Grundbuch des Bürgerspitals hatte er die Urbar-Nr. 1. Er muss zur Jahrhundertmitte gestorben sein, denn die Realität erbte der noch minderjährige Sohn Simon. Dieser verkaufte den Besitz und eine Mooswiese 1861 an den Pächter Josef Swetina um 6300 Gulden. Geld bekam er allerdings keines, denn er hatte Schulden in etwa dieser Höhe. Zu den übergebenen Fahrnissen gehörten eine Arl, eine Egge, ein Dengelstock mit Sense und eine Windmühle. (Zl. 10.529/1861, Fasz. 77, Nr. 91.)
Unter dem Titel der väterlichen Schenkung übergab der neue Eigentümer 1884 die Realität mit dem Mauthaus seinem Sohn Felix Svetina. Ob der darüber sehr glücklich war, mag dahingestellt bleiben, denn er hatte Schulden und Verpflichtungen in Höhe von 4545 Gulden zu übernehmen und obendrein das Auszügler-Ehepaar zu versorgen. (Zl. 9471/1886, Fasz. 247.) Felix Svetina bestimmte seine Frau Josefine geb. Kirschner zur Alleinerbin, sie kam 1906 als Witwe ins Grundbuch. Der Besitz bestand aus der Hube, dem Mauthaus, der Kramerkeusche und der Lercherwiese. (Zl. 472/1906.)
Josefine verwaltete die Hinterlassenschaft bis in die 1920er Jahre, verkaufte sie dann aber während der Inflationszeit 1924 dem Rechberger Kaufmann Paul Kapus um 350.000.000 Kronen (14.400 Kronen waren eine Goldkrone). Sie muss eine beinharte Verhandlerin gewesen sein, denn sie bekam obendrein eine Wohnung, jährlich ein kleineres Schwein, 200 Kilogramm Weizenmehl, 300 Kilogramm Kartoffeln, 5 Kilogramm Bohnenkaffee, 5 Liter Rum, wöchentlich 1 Kilogramm Rindfleisch, täglich 1 Liter Milch und anderes mehr. (Zl. 2028/1924.)
1935 kam die Müllneritsch-Realität unter den Hammer. Im Februar wurde zunächst ein Ausgleichsverfahren eröffnet und einen Monat später der Konkurs. Bei der Versteigerung ging der Zuschlag an Enrico, Carlo und Luciano del Torso und Michael Aichholzer. Im Grundbuch scheinen erstere mit den deutschen Vornamen Heinrich, Karl und Luzian auf. Aichholzer gab seine Anteile 1937 ab.
1955 ging die Liegenschaft mit dem del-Torso-Sägewerk im Kaufwege ins Eigentum der Fa. S. Jaritz, Holzindustrie und Export OHG, über. (Zl. 2313/1957.)

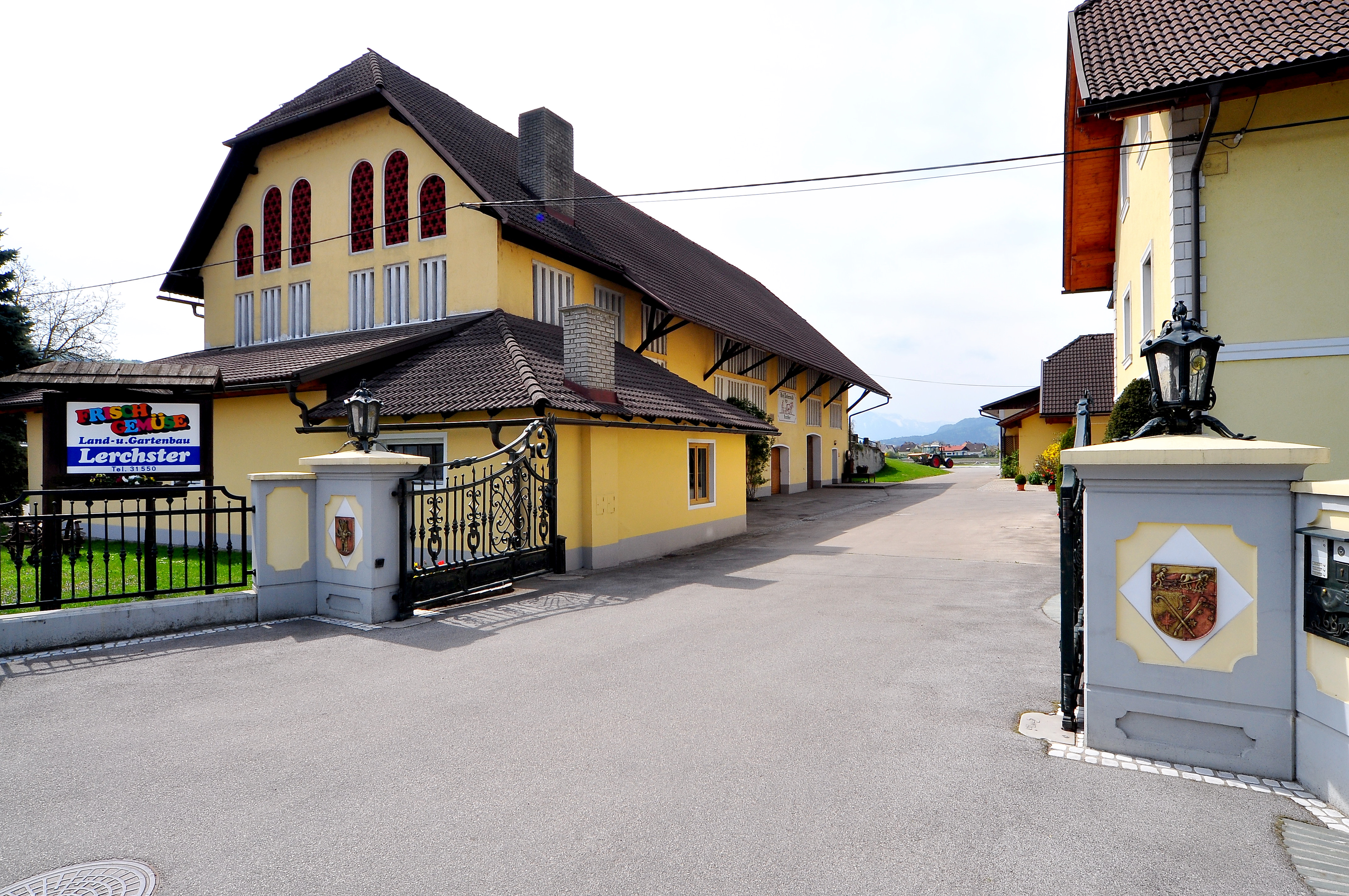
Gärtnereibetrieb Lerchster in der Kirchengasse 68

### Verkehr

#### Bahnhof Viktring
Als die Karawankenbahn gebaut wurde, war es der St. Ruprechter Bürgermeister Zölestin Wenger, der dafür sorgte, dass der Viktringer Bahnhof noch auf St. Ruprechter Boden errichtet wurde. Nach der Inbetriebnahme der der Haltestelle Klagenfurt Süd der S-Bahn-Linie S3 wurde der Personenverkehr am Bahnhof Viktring eingestellt. 

#### Buslinien
Durch die von der Klagenfurt Mobil GmbH (KMG) betriebenen Buslinien A, 6, 8 und 9 ist St. Ruprecht mit dem Klagenfurter Hauptbahnhof sowie mit den umliegenden Stadtbezirken verbunden. Dabei folgen die Linien 6 und 9 auf ihrem Weg durch St. Ruprecht der gleichen Strecke von der Rosentaler Straße kommend über die Mössinger Straße und St. Ruprechter Straße bis zur Bahnunterführung am Kinoplatz. Von Montag bis Samstag ergibt sich auf den Linien 6 und 9 durch die zeitversetzte Linienführung zum Hauptbahnhof Klagenfurt. Die Linie A verbindet das Industriegebiet, die Fachhochschule sowie das Einkaufszentrum Südpark mit dem Hauptbahnhof und der Innenstadt. Die Linie 8 folgt von Viktring kommend der Rosentaler Straße bis zum Messegelände und weiter in die Innenstadt.

## Personen
- Josef Valentin Kassin (1856–1931), Bildhauer
- Hans von Cnobloch (1871–1962), Diplomat
- Robert Musil (1880–1942), geboren im Eckhaus Bahnhofstraße/Bahnhofplatz, damals noch Gemeinde St. Ruprecht
- Friedrich Schatzmayer (1890–1952), Bürgermeister von Klagenfurt und St. Ruprecht
- Jakob Pagitz, Gründer der Firma Pago mit Standort in St. Ruprecht